# V404 del Cigne
V404 del Cigne és un microquàsar i un sistema estel·lar binari de raigs X que està format per un petit forat negre amb una massa d'aproximadament 12 ± 3 masses solars i un estel de classe K que orbita al seu voltant, amb una massa una mica menor que la del Sol situat a la constel·lació del Cigne. El sistema té un període orbital de ±6.47129 dies a una distància d'aproximadament 8.000 anys llum. A causa de la seua proximitat i a la intensa gravetat del forat negre, l'estel company va perdent massa a un disc d'acreció al voltant del forat negre i per finalitzar dins del forat negre. La "V" en el nom indica que és un estel variable, que amb el temps es torna més brillant i després més feble. Se'l considera alhora nova, perquè almenys en tres ocasions durant el segle xx va produir brillants explosions d'energia. A vegades també ha estat qualificat com una font transitòria de raigs X tous perquè periòdicament emet ratxes curtes de raigs X.
L'any 2009, es va convertir en el primer forat negre a ser mesurat amb paral·laxi precís a causa de la seva distància des del sistema solar. Observat pel Very Long Baseline Interferometry calculat des de l'observatori compost per 10 radiotelescopis Very Long Baseline Array, la distància és de 2,39 ± 0,14 kiloparsecs, o (7,80 ± 0,46) ×10 × 103 anys llum.

## Descobriment
El 22 de maig de 1989 l'equip japonès que manejava el satèl·lit ASTRO-C (Ginga = galàxia en japonès) va descobrir una nova font de raigs X que va ser catalogada com GS 2023+338. Posteriorment es va identificar aquesta font com que coincidia en posició amb una nova que estava catalogada com V404 Cygni.

## Explosió l'any 2015

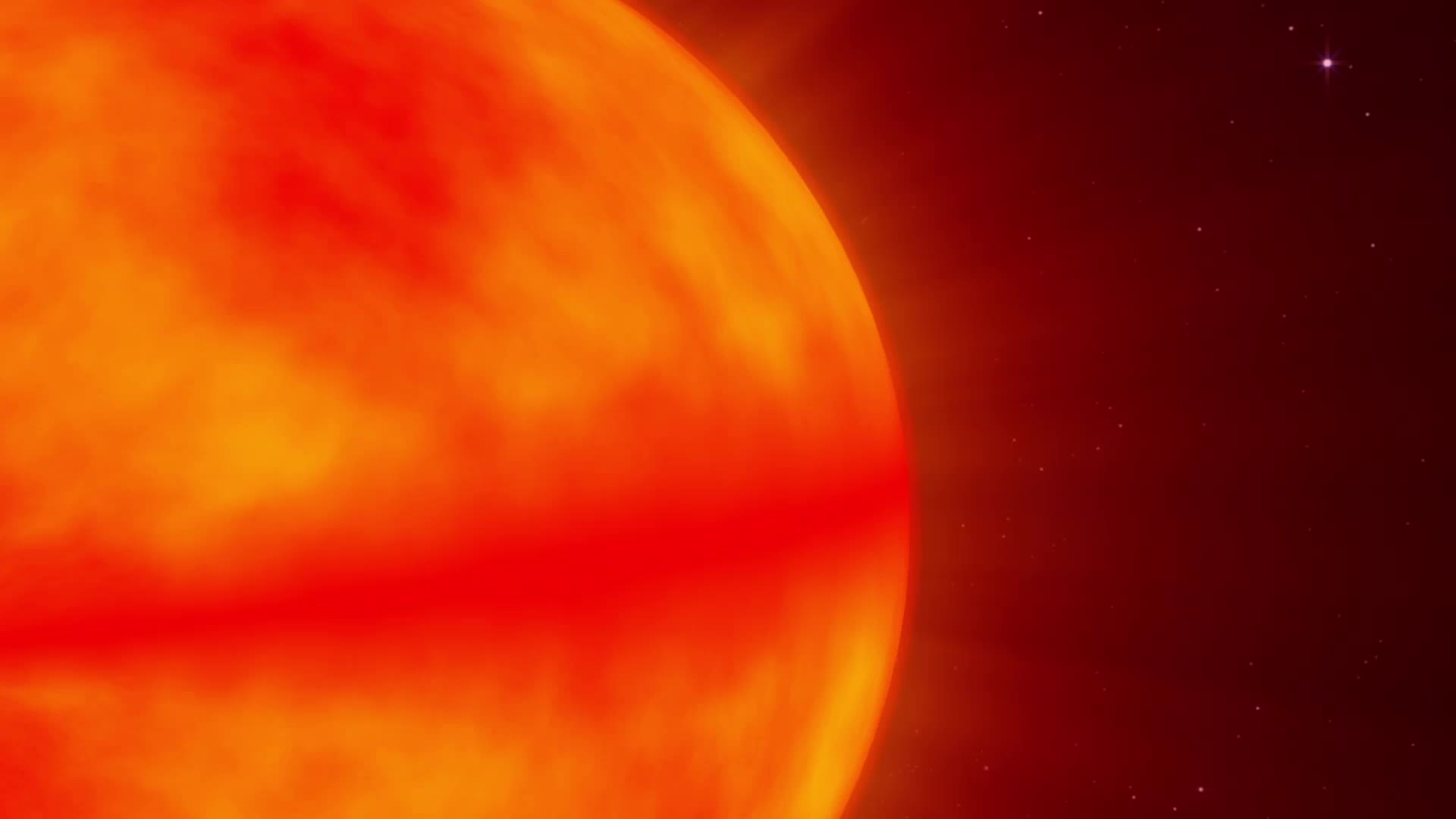
Estranyes explosions de raigs X d'un forat negre de massa estel·lar en el sistema binari V404 Cygni.

El 15 de juny de 2015, el satèl·lit Swift de la NASA va detectar els primers signes d'activitat novament. Es va iniciar una campanya mundial d'observació i el 17 de juny, l'observatori INTEGRAL de raigs gamma de l'Agència Espacial Europea va començar a fer un seguiment de l'esclat. L'observatori va detectar "repetits centelleigs brillants de llum en escales de temps més curts d'una hora, cosa poques vegades vist en altres sistemes de forat negre, i és durant aquests centelleigs, l'objecte més brillant del cel de raigs X, fins a cinquanta vegades més brillant que la Nebulosa del Cranc" segons paraules de Erik Kuulkers, científic del projecte INTEGRAL de l'ESA. Aquest esclat és el primer que es produeix des de l'any 1989. Va haver-hi altres esclats que van ocórrer el 1938 i 1956, probablement causats pel material amuntegat al disc d'acreció fins que s'aconsegueix un punt d'inflexió. L'esclat va ser un succés inusual perquè es pensava que aquests processos físics fotomètrics dins del disc d'acreció no eren detectables per petits telescopis; sempre hom va creure que podrien ser detectats per telescopis els components dels quals estaven preparats per detectar raigs X únicament des de l'espai. Una anàlisi detallada de les dades INTEGRAL va revelar l'existència del denominat plasma parell prop del forat negre. Aquest plasma està format per de electrons i la seva contrapart d'antimatèria, els positrons.